# Macroglossum stenoxanthum
Macroglossum stenoxanthum är en fjärilsart som beskrevs av Turner 1925. Macroglossum stenoxanthum ingår i släktet Macroglossum och familjen svärmare. Inga underarter finns listade i Catalogue of Life.